# Városháza (Győr)
A győri városháza neobarokk stílusban épült, U alakú, kétemeletes, középütt óratoronnyal, s a főhomlokzaton kiugró két kisebb toronnyal rendelkező műemlék épület. A Városháza Győr legforgalmasabb pontján a város kelet–nyugati és észak–déli tengelyeinek (a Szent István útnak és a Baross útnak) metszéspontjában, a Városház tér déli oldalán áll. Győr egyik legismertebb, városképileg legjelentősebb épülete, a város szimbóluma.

## Építésének története

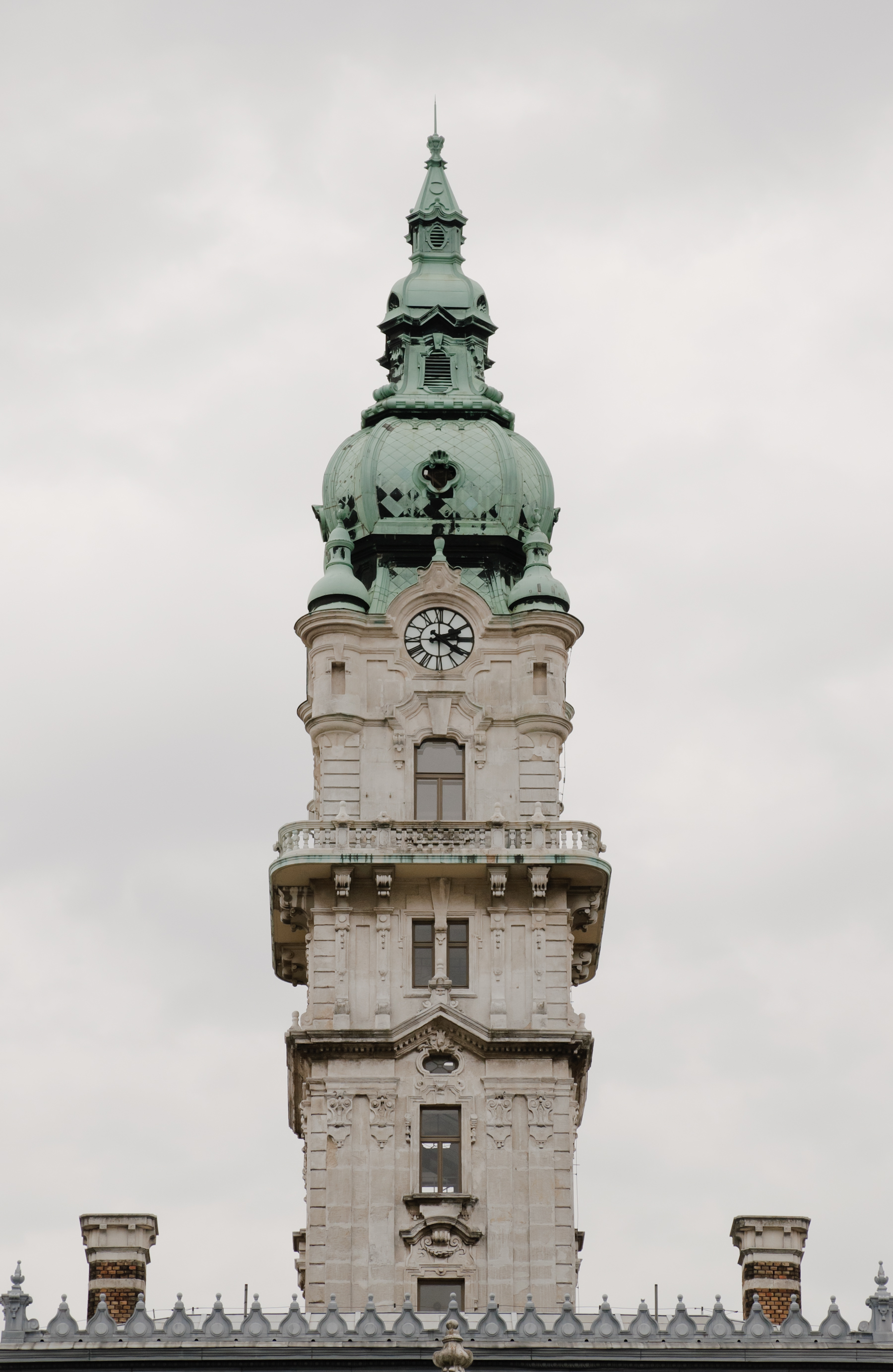
A torony

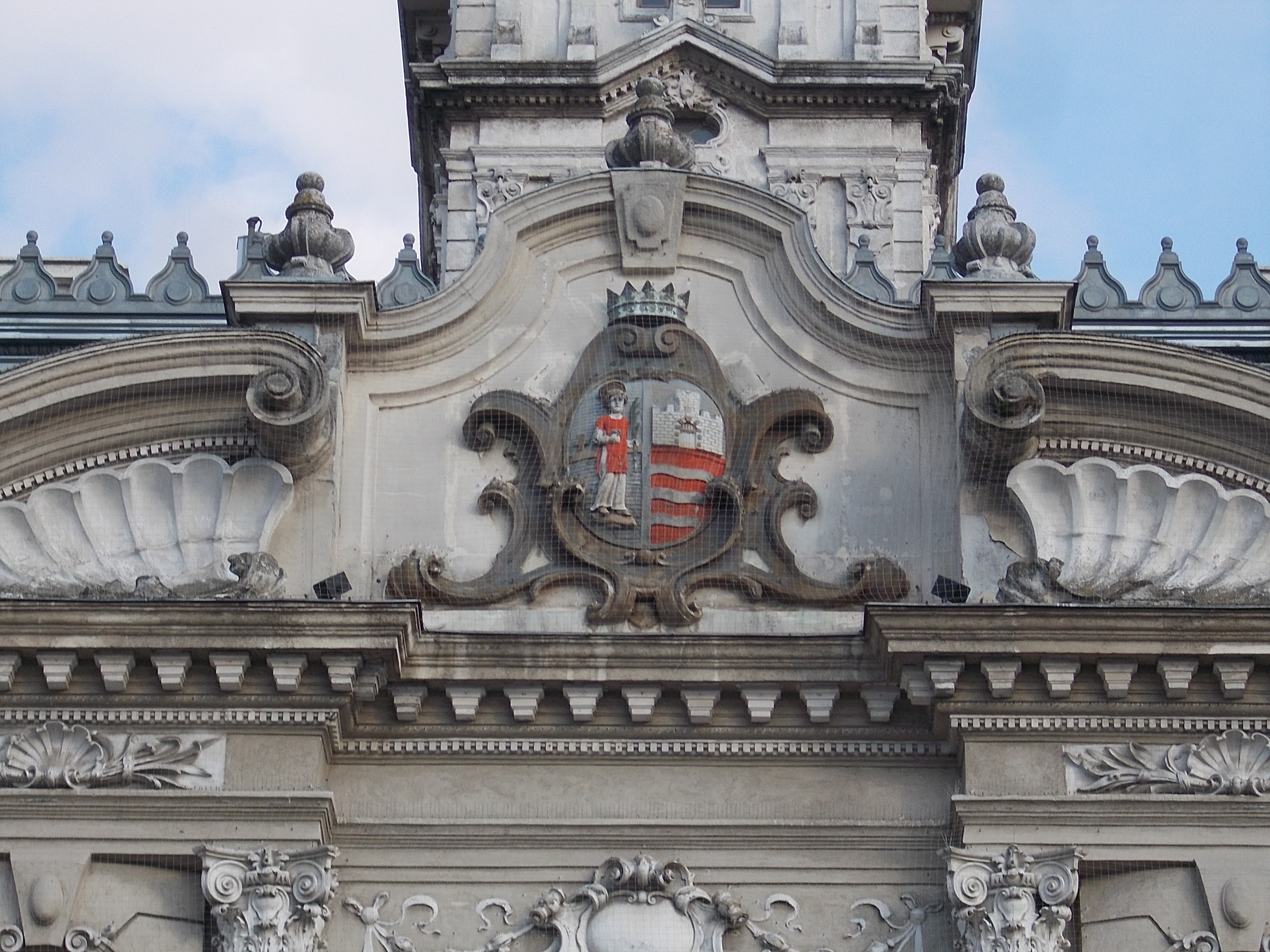
Győr címere a győri városházán

Győr első ismert városháza a 16. században az Apáca utcában, a Káptalani zenészek háza helyén állt. 1562-ben a Széchenyi tér északkeleti sarkán álló, Rákóczi utca 1. számú épületbe költözött a városháza. 1753–74 között épült ezen földszintes épület helyén a ma is ott álló egyemeletes, lekerekített sarkú díszes épület (ezt emlegetik Győrött régi városházaként). A 19. század második felében többször felmerült, hogy a gyorsan fejlődő és növekedő Győrnek új városházára lenne szüksége. Bisinger József, győri üvegesmester a városra hagyott hagyatékából lehetőség teremtődött egy új városháza építésére. Három lehetséges helyszín merült fel: a Bécsi kapu tér, a Dunakapu tér és a Szent István út. 1893. november 30-án három hónapi beadási idővel országos tervpályázatot írtak ki. A tervpályázatra 16 pályamű érkezett. Az első helyet Alpár Ignác „Hotel de ville”, a második Hübner Jenő „Hic sum”, a harmadikat Hofhauser Antal „Baross Gábor” jeligéjű pályamunkája szerezte meg. Mindhárom pályázó túllépte a megadott 200 000 forint keretet, így Zechmeister Károly polgármester érintkezésbe lépett mindhármukkal módosított terv beadását kérte. Alpár Ignác nem vállalta a megbízást, más elfoglaltsága miatt. Így esett a választás Hübner Jenőre, aki 1894. szeptember 29-én aláírta a megbízási szerződést.
Hübner tervében kiemelkedik az 1792-ben épült és 1894-ben lebontott Tűztoronyra – ami a Baross út és Arany János utca kereszteződésében álló egykori Fehérvári kapu tetején állt – emlékeztető várostorony, a homlokzati rész előreugró melléktornyai, az oszlopos, erkélyes főbejárat. Az 1896. május 14-én rendezett millenniumi ünnepséget használták fel arra, hogy a városháza építését jelképesen megkezdjék. Az építési területen az első, szimbolikus kapavágást Zechmeister Károly polgármester ejtette meg. A kapa egyik oldalán lévő szöveg: „A Múlt Harczi Dicsőségének, A Jövő Békés Munkásságának legyen szentelve.” A másik oldal szövege: „Magyarország Fennállásának Ezredik Évében ezzel Tette Az Első vágást Győrváros székházának Építéséhez Zechmeister Károly kir. tan. polgármester. 1896. május 14.” Az építés ütemének megfelelően 26 munkanemre írtak ki pályázatot. A munkálatokat híres győri mesterek végezték: a kőműves munkákat Schlichter Lajos építőmester, a kőfaragó munkákat Birkmayer János, a lakatos és kovácsoltvas munkákat Prettenhoffer Imre épület és műlakatos, az épületasztalos és ácsmunkákat a Hets testvérek a szobafestési munkálatokat pedig Krausz Károly vezetésével végezték. Az alapozást 1896. október 26-a és november 21-e közt végezték. 1897 tavaszától gyors ütemben folyt az építkezés, és május 13-án megtartották az akkoriban szokásos bokrétaünnepséget és határozatot hoztak, hogy a nagytorony kőburkolatot kapjon, és sisakja a kistornyokkal együtt vörösrézből készüljön. 1897 telén a budapesti Kötling cég beszerelte a központi fűtést az épületbe. 1898 áprilisában a lebontott tűztorony harangját elhelyezték a városháza tornyában. 1898-ban megkezdődött az épület vakolása sóskúti kőporral kevert habarccsal. Az épület ünnepélyes felavatására csak 1900. március 19-én került sor.

## Leírása

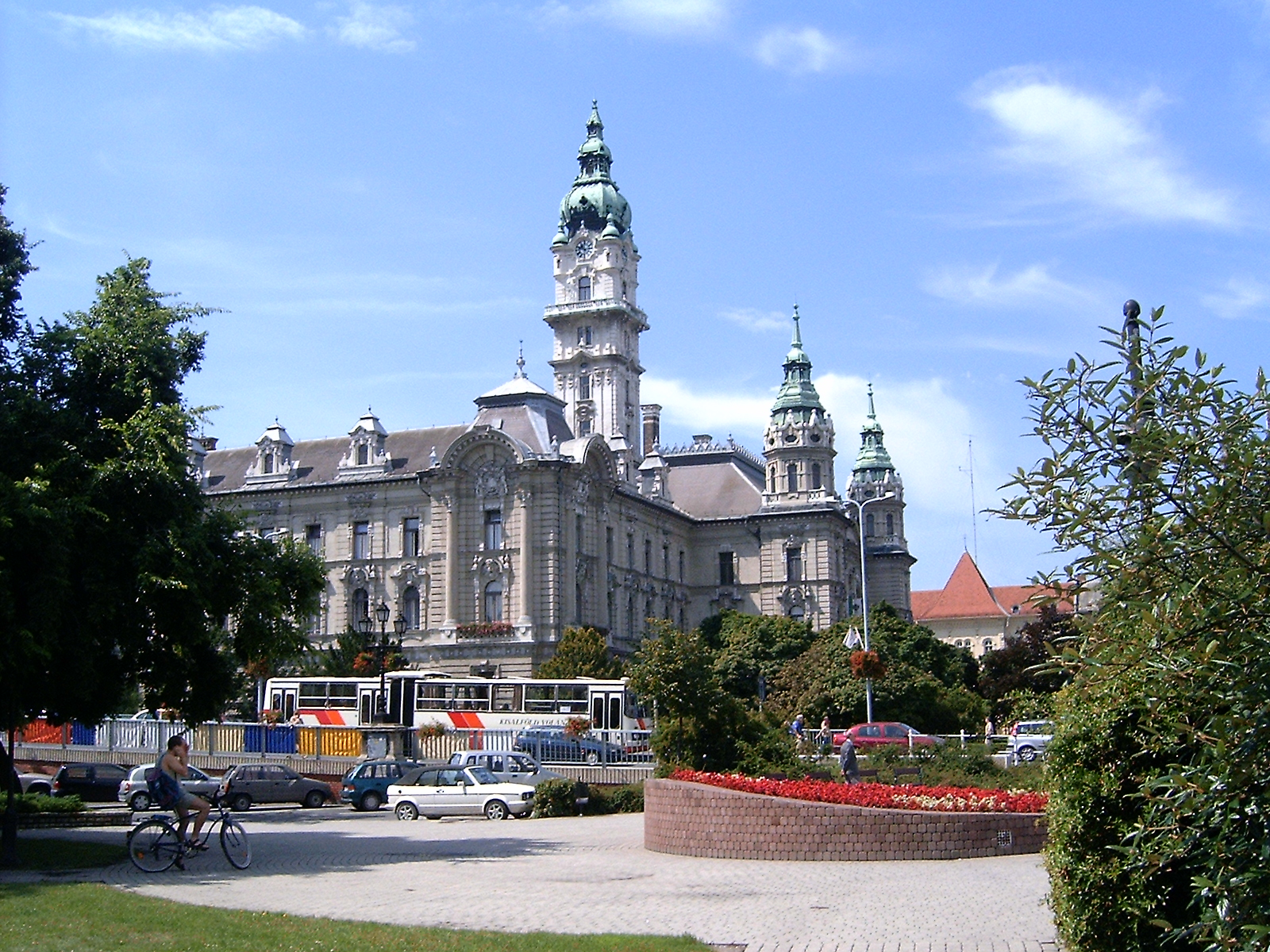
A győri városháza a virágórával

Az épület külső méretei: hosszúsága 85 méter, szélessége 40 méter, a torony magassága 59 méter.
A Városháza főhomlokzatán Győr kőből faragott barokk címere látható. Az épületben több mint 200 helyiség található.
Az alagsorban helyezkednek el a konyha, az étterem, házi nyomda és egyéb gazdasági, ellátó egységek. A földszinten különféle irodák, a központi iktató, valamint főporta van, ahol a díszes aula fogadja az ide belépőt. Az aulában láthatók a Győrt szabad királyi várossá emelő V. István király valamint Bisinger József carrarai fehér márványból készült szobrai.
Az első emelet a legdíszesebb, a lépcsőházi díszítésekkel és az irodai kialakításokkal, a polgármesteri irodával valamint díszteremmel. Ez utóbbiban tartják a közgyűléseket, a mellette levő kisebb termekben, a Kék teremben és a Barna teremben pedig a bizottsági üléseket. A városháza alaptevékenysége mellett évtizedek óta rangos ünnepségeknek, tanácskozásoknak, rendezvényeknek és hangversenyeknek is otthont ad. Ez utóbbiakat az 1973-ban a kitűnő akusztikájú díszteremben beépített orgonának köszönhetően. Az orgona beépítése szükségessé tette a terem belső átrendezését és újrafestését. Az újrafestést Samodai József végezte. 1974-ben a félköríves széksor helyett vízszintes soros ülésrendet alakítottak ki, így a helyek száma jelentős mértékben megnőtt. Az orgonát 1998–99 között felújították.
A második emeleten szintén irodák vannak. Ez az emelet kevésbé díszes, de stílusában, hangulatában az alatta levő szintekkel egységet alkot. 
A következő szint már a torony, mely a város számos pontjáról látható, és ahonnan csodálatos panoráma nyílik a városra.